# Saint Joseph (Dominika)
Saint Joseph – miasto we Wspólnocie Dominiki, stolica administracyjna parafii świętego Józefa. W 1991 roku wieś zamieszkiwało 2179 osób.